# Kose, Ida-Virumaa
För andra betydelser, se Kose (olika betydelser).
Kose är en by (estniska: küla) i Estland.   Den ligger i Jõhvi kommun i landskapet Ida-Virumaa, i den nordöstra delen av landet, 160 km öster om huvudstaden Tallinn. Kose ligger 64 meter över havet och antalet invånare är 192.
Terrängen runt Kose är platt. Runt Kose är det mycket glesbefolkat, med 2 invånare per kvadratkilometer. Närmaste större samhälle är Kohtla-Järve, 14,6 km nordväst om Kose. I omgivningarna runt Kose växer i huvudsak blandskog.
Trakten ingår i den hemiboreala klimatzonen. Årsmedeltemperaturen i trakten är 2 °C. Den varmaste månaden är juli, då medeltemperaturen är 18 °C, och den kallaste är februari, med −13 °C.